# Национальный музей современного искусства (Киото)
Национальный музей современного искусства в Киото (яп. 京都国立近代美術館 Kyōto Kokuritsu Kindai Bijutsukan) (англ. National Museum of Modern Art, Kyoto, сокр. MoMAK) — музей в Киото, Япония, посвящённый современному искусству.
Национальный музей современного искусства в Киото входит в Сводный каталог коллекций Национальных художественных музеев Японии (The Union Catalog of the Collections of the National Art Museums), куда также входят: Национальный музей современного искусства в Токио, Национальный музей западного искусства в Токио и Национальный художественный музей в Осаке. 

## История и деятельность
Национальный музей современного искусства Киото первоначально был создан как Annex Museum Национального музея современного искусства в Токио. Самостоятельный музей с названием Kyoto Annex Museum был основан 1 марта 1963 года. Его здание являлось частью Муниципального выставочного зала Киото (Kyoto Municipal Exhibition Hall) и было реконструировано для нового музея. 1 июня 1967 года музей стал называться Национальным музеем современного искусства в Киото. Семнадцать лет спустя его старое здание было демонтировано и было построено новое, спроектированное японским архитектором Фумихико Маки, которое было открыто для публики 26 октября 1986 года и используется в настоящее время. Общая площадь музея составляет 9 762 м², выставочная площадь — 2604,94 м².
Музей занимающееся коллекционированием и сохранением произведений искусства и соответствующих справочных материалов XX века, относящихся к Японии, а также другим странам мира. Особое внимание уделяется художникам или художественным движениям Киото и региона Кансай, в частности картинам в японском стиле школы Kyoto School. В художественных галереях выставлены избранные произведения японского стиля живописи (нихонга) и западный стиль живописи (ёга, а также гравюры, скульптуры, ремесленные изделия (керамика, текстиль, изделия из Металла, дерева и бамбука, ювелирные изделия) и фотографии. Также экспонируются выдающиеся произведения современного искусства Японии, США и Европы.
В постоянной коллекции музея представлены работы таких художников, как: Яаков Агам, Пьер Алешинский, Жан Арп, Жорж Брак, Андре Бретон, Марк Шагал, Дейл Чихули, Макс Эрнст, Цугухару Фудзита, Дэвид Гилхули, Барбара Хепуорт, Кайи Хигасияма, Хисида Сюнсё, Дэвид Хокни, Василий Кандинский, Ода Кайсен, Томиока Тессай, Аяко Цуру, Фрэнк Ллойд Райт, Сибил Хейнен.

Некоторые работы
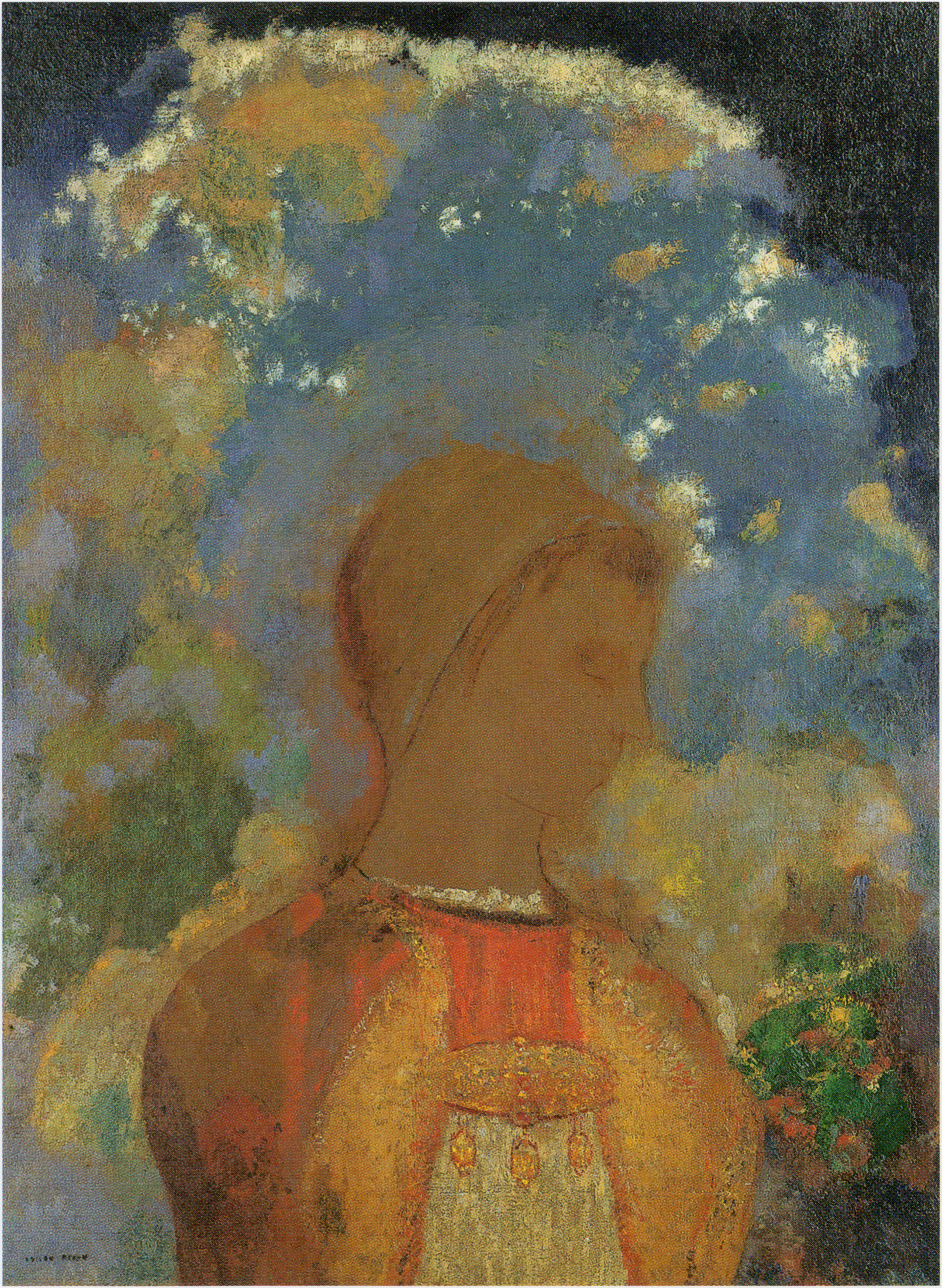
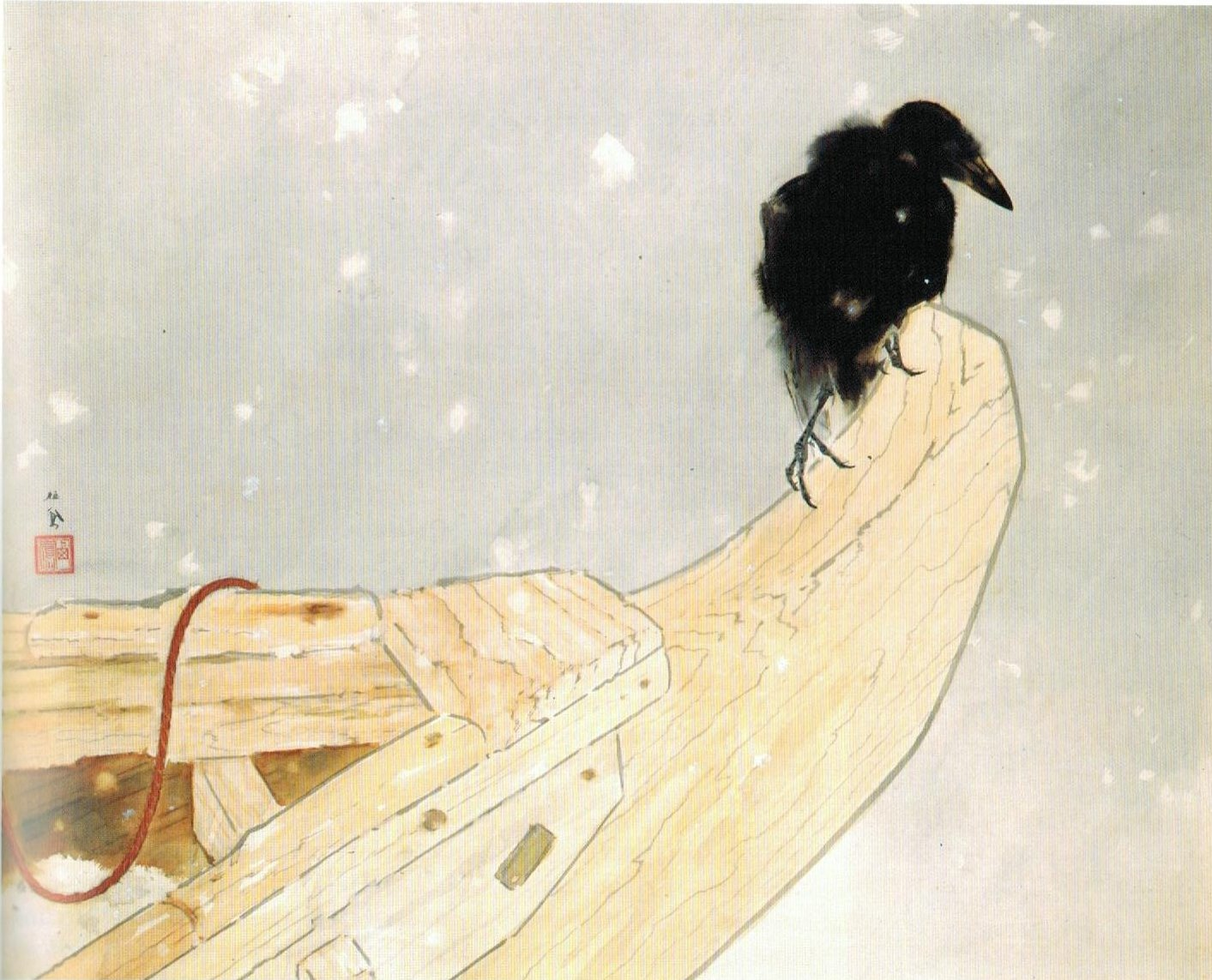
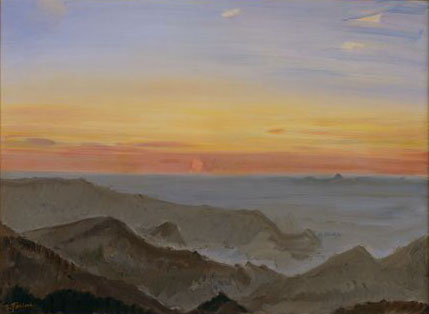
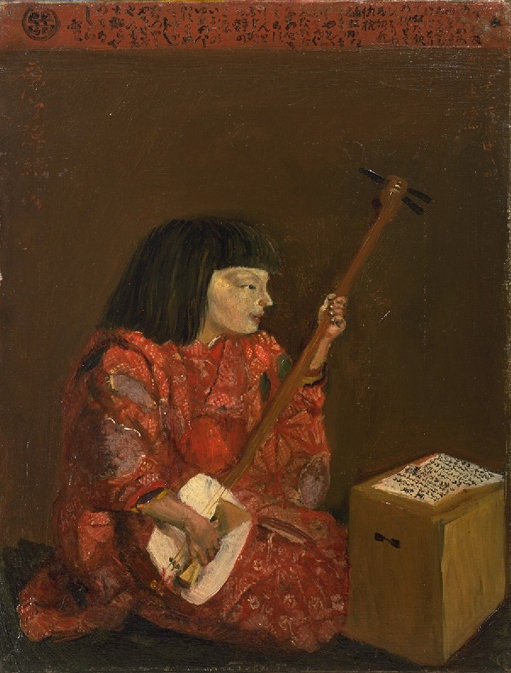